# Toit ouvrant

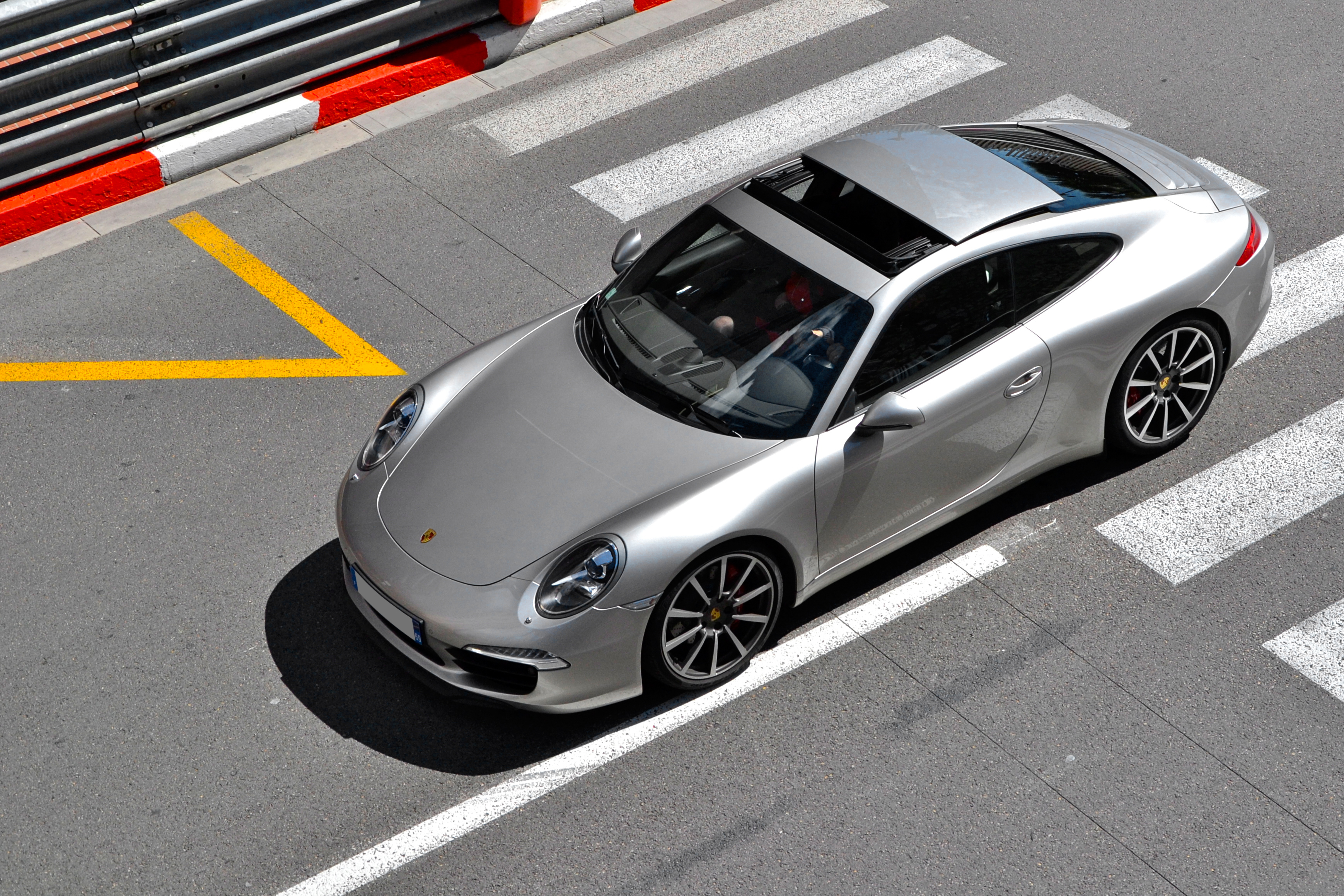
Un toit ouvrant coulissant sur une Porsche 911 Carrera

Un toit ouvrant est une ouverture aménagée dans le toit d’un véhicule, au-dessus de l’habitacle, et qui permet d’aérer ce dernier. Il peut s’agir d’une pièce de carrosserie mobile ou plus rarement d’une toile. Cette partie mobile, généralement rectangulaire et parfois en verre, peut s’ouvrir par coulissement ou inclinaison.
Cet équipement ne doit pas être confondu avec un véhicule cabriolet, lequel ouvre beaucoup plus largement l’habitacle sur l’extérieur (généralement ouverture complète du toit).

## Mécanisme et options
L’ouverture d’un toit ouvrant s'effectue par un dispositif manuel (molette ou poignée au niveau du toit ouvrant) ou électrique (moteur commandé par des boutons au niveau du tableau de bord). Il est parfois équipé d’une moustiquaire.